# Rhyacophila abchasica
Rhyacophila abchasica är en nattsländeart som beskrevs av Martynov 1934. Rhyacophila abchasica ingår i släktet Rhyacophila och familjen rovnattsländor. Inga underarter finns listade i Catalogue of Life. Artens utbredningsområde är Europa och norra Asien.